# Manigance
 (mai 2021).
Pour les articles homonymes, voir Manigance (homonymie).
Manigance est un groupe de power metal français, originaire de la région de Pau, dans les Pyrénées-Atlantiques.

## Biographie

### Débuts (1995–2002)
Le groupe est formé en 1995< par le guitariste François Merle (ex-Killers) et le batteur Daniel Pouylau, rejoints par Didier Delsaux au chant. Manigance est lancé comme groupe de reprises qui reprend des groupes comme Van Halen, Pretty Maids, Toto, et Judas Priest. Les musiciens composent quelques titres pour en faire leur première démo (enregistrée avec les moyens du bord dans le sous-sol du pavillon d'un ami). Ils contactent ensuite Alain Ricard, dirigeant de Brennus Music, et lui proposent de sortir un mini-album six titres. En 1997 sort Signe de vie en édition limitée à 500 exemplaires.

### Ange ou démon(2003–2005)
Encouragés par les bons échos, le groupe se lance dans l'écriture d'un premier album studio. Ne connaissant pas de producteur, ils s'attèlent à la construction de leur propre studio. François Merle décide d'apprendre les principaux rudiments de la production en se plongeant dans les magazines spécialisés. Les nouvelles compositions du groupe séduisent Olivier Garnier qui dirige NTS. Le label signe le groupe (premier groupe français de son catalogue). Leur premier album studio, Ange ou démon, est publié le 16 avril 2002. La presse spécialisée ne tarit pas d'éloges, et l'album obtient de très bonnes notes, notamment de la part du magazine allemand Rock Hard. S'ensuivent des dates sur les routes de France en avril et mai 2002 avec Royal Hunt, U.D.O. et Freedom Call. Le succès en France était espéré, mais c'est au Japon que les ventes sont meilleures encore (5 000 exemplaires). Malgré cela, le label NTS ne souhaitera pas investir dans une tournée trop coûteuse.
En 2003, NTS choisit de remasteriser le mini-album Signe de vie en le complétant avec deux reprises du groupe canadien Triumph All the King's Horses et Carry On a Flame, ainsi que de l'unique titre anglophone composé pour l'occasion Believer, et d'une vidéo enregistrée en live le 28 avril 2002 sur laquelle Manigance reprend Messager de Sortilège en compagnie de Christian « Zouille » Augustin, ancien chanteur du groupe. L'album est dédié à Vincent Mouyen, ex-guitariste du groupe décédé en 2001. Manigance remporte le titre honorifique de « meilleur groupe français 2003 » aux trophées Hard Rock Magazine[réf. souhaitée]. Lors de la cérémonie de remise des trophées à La Locomotive (Paris), le groupe a le grand plaisir de reprendre sur scène Future World avec les musiciens de Pretty Maids. La vidéo figurera en bonus de l'album studio alors en cours d'écriture[réf. souhaitée].
Après un Ange ou démon assez metal progressif influencé par des groupes comme Dream Theater ou Vanden Plas, le style de son successeur D'un autre sang est plus rentre dedans, plus heavy, et le son moins « léché ». Le groupe n'a plus tout son temps pour composer et enregistrer car NTS donne un timing à respecter. Chacun y met du sien et le résultat est au rendez-vous, même si on peut regretter un chant plus agressif quand bien même toujours mélodique. Bruno Ramos se charge de la plupart des soli de guitare car François Merle est très occupé par la production. On notera un solo signé Cédric Dupont (Freedom Call) sur Maudits. La pochette quant à elle, est confiée à Jean-Pascal Fournier, ayant déjà travaillé pour Edguy ou Nightmare par exemple. À sa sortie début 2004, D'un autre sang est très bien accueilli. Le groupe part donc en tournée sur les routes de France avec Adagio en février, mais également avec Stratovarius en mai, et des dates européennes (Belgique et Pays-Bas).

### L'ombre et la lumière(2005–2009)

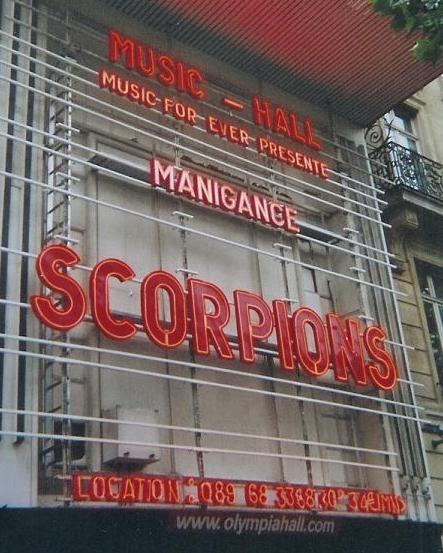
Devanture de l'Olympia à Paris, en 2005.

Même si Manigance ne compte que deux albums studio à son actif, le groupe donne naissance à un live en 2005. Il a été enregistré à l'Élysée Montmartre (Paris) le 17 février 2004 à l'exception du titre Dernier hommage capté le lendemain à La Laiterie à Strasbourg. Aucun titre donc issu de Signe de vie n'est inclus sur Mémoires... live. Le label NTS ayant déposé le bilan, c'est Replica Records (toujours avec Olivier Garnier) qui distribue l'album. Le groupe travaille sur son prochain opus mais s'octroie quelques scènes comme la première partie de Scorpions à l'Olympia (Paris) le 4 juillet 2005,, et sa participation au festival Raismesfest le 10 septembre de la même année.
C'est le 15 mai 2006 que sort en France le quatrième album studio de Manigance. L'ombre et la lumière fait la part belle aux parties instrumentales. Le titre éponyme est d'une durée de 7 min 36 s. Les structures des morceaux sont plus complexes avec des breaks, des changements de rythmes et plus de soli. Un instrumental fait d'ailleurs son apparition pour la première fois dans la discographie de Manigance.
Alors qu'il écrit tous les textes du groupe depuis sa formation en 1995, Didier Delsaux offre à Laurent Piquepaille (fan de la première heure ou presque) l'opportunité d'écrire ensemble La Force des souvenirs, la ballade de l'album. La pochette est l'œuvre de Mattias Noren, déjà connu pour son travail réalisé avec Evergrey et Iced Earth entre autres. Une fois de plus, la presse accueille très favorablement le nouvel opus du groupe. Les sites spécialisés félicitent également L'ombre et la lumière,. Après avoir ouvert pour Whitesnake à Toulouse pour la fête de la musique en juin 2006, le groupe part en tournée en novembre avec DragonForce et Firewind.
En juin 2007, Manigance joue en tête d'affiche sur l'île de la Réunion pour la fête de la musique, mais également au Hellfest à Clisson sur la Gibson Stage. Les années 2008 et 2009 sont consacrées à la composition d'un nouvel album et à la recherche d'un nouveau label. XIII Bis Records signe le groupe, et sort en 2009 un coffret regroupant les quatre albums studio et le live.

### Récidiveet Volte-face (2011-2018)
Le cinquième album studio de Manigance, Récidive, sort le 31 janvier 2011 en France (16 janvier au Japon).
En septembre 2012, Daniel Pouylau annonce qu'il quitte le groupe. Il est remplacé par Guillaume Rodriguez.
Marc Duffau quitte à son tour le groupe en juin 2013, et donne son dernier concert à Saint-Rémy-de-Provence le 24 août. Il est remplacé par Stéphane Lacoude (Blind Panther, Manigance (1995/1996), Arsenic...).
Le groupe sort un nouvel album à la fin de 2014, Volte-face, au label Verycords Records. L'album est annoncé le 24 août au Japon au label Marquee Avalon.
En mai 2016, un nouveau batteur intègre le groupe il s'agit de Patrick Soria (ex-Killers).

### Machine Nation(2018-2022)
Le nouvel album du groupe Machine Nation sort le 2 février 2018 en France et dans le reste du monde, sauf au Japon, le 14 février 2018.
Les titres sont mélodiques et puissants, dans le style Manigance, toujours chantés en français. La particularité de cet album est un duo entre le chanteur Didier Delsaux et Carine Pinto sur le premier titre "Face Contre Terre".
Didier Delsaux quitte le groupe le 3 février et Carine Pinto devient la chanteuse officielle de Manigance. Le groupe part en tournée européenne en support de Myrath. 18 dates dans 8 pays.
Le 4 février 2020, alors que le groupe travaille sur son prochain album, le premier opus avec Carine Pinto au chant, Bruno Ramos, occupé sur d'autres projets, annonce son départ de Manigance.
C'est Lionel Vizerie, qui a déjà joué avec Patrick Soria et fait l'intérim de Bruno sur 2 dates en 2019, qui est annoncé au poste d'artilleur le 23 février 2020.
L'arrivée des deux nouveaux membres annonce une "aube nouvelle"[style à revoir].

### Le Bal des ombres(depuis 2022)
François Merle profite de ce répit forcé par la pandémie pour peaufiner le nouvel opus au Rock Stone Studio. Carine et Lionel sont pleinement impliqués dans le nouveau projet. Le défi, à la suite des départs de deux membres historiques, à l'empreinte forte, est de construire une nouvelle identité sonore pour le groupe.
Le 12 janvier 2022 sort le clip promotionnel éponyme du nouvel album Le Bal des ombres largement inspiré de l'univers gothique de la pochette de l'album à venir, illustrée par Stan W Decker,.
C'est ensuite le clip Huis Clos qui sort le 2 mars.
Le Bal des ombres sort officiellement le 18 mars 2022 sous le label Verycords.
L'album est produit et enregistré au Rockstone Studio par François Merle puis mixé et masterisé par Olivier Didillon au Recordid Studio.
La release party aura lieu les 18 et 19 mars à la salle Daniel Balavoine de Mourenx .
Le 15 avril, Manigance est à l'affiche de l'Elysée-Montmartre, en première partie de Sortilège 
Le 21 mai, Manigance se produit à la médiathèque André Labarrère de Pau 
Le 25 juin, Manigance est appelé à jouer au Hellfest à 11h40 sur la Mainstage 2 
Le 12 juillet, Manigance joue en première party de Ska-P aux Transhumances musicales de Laas.
En septembre 2023, Stéphane Lacoude quitte le groupe, il est remplacé par Stéphane Laborde (Bullet Ride).
Puis c'est au tour de Patrick Soria de quitter le groupe. Il est remplacé par José Fillatreau 
Un nouvel album "L'âme de fond" est annoncé pour 2025. Ce sera un genre de best of entièrement réenregistrés par les nouveaux membres.
C'est le titre "L'ultime seconde" qui sera le premier clip. Dévoilé le 18/04/2025 annonçant la sortie de l'album pour le 30 mai.

## Membres

### Membres actuels
- François Merle - guitare électrique (depuis 1995)
- Carine Pinto - chant (depuis 2018)
- Lionel Vizerie - guitare (depuis 23/02/2020)
- Stéphane Laborde (depuis 13/09/2023)
- José Fillatreau (depuis mars 2024

### Anciens membres
- Marc Duffau - basse (1996-2013)
- Vincent Mouyen - guitare électrique (mort en 2001)
- Florent Taillandier - clavier
- Daniel Pouylau - batterie (1995-2012)
- Guillaume Rodriguez - batterie (2012-2016)
- Didier Delsaux - chant (1995-2018)
- Jean Lahargue - clavier
- Bruno Ramos -  guitare (1998-2020)(décédé le 18/03/2025)[32]
- Stéphane Lacoude - basse (1995-1996, 2013-09/2023)
- Patrick Soria - batterie (2016-2024)